# Nitrato mercurico
Il nitrato mercurico è il sale di mercurio (II) dell'acido nitrico.
A temperatura ambiente si presenta come un solido da incolore a bianco, dall'odore tenue di acido nitrico. È un composto molto tossico, pericoloso per l'ambiente.

## Sintesi
Il nitrato di mercurio (II) si ottiene per azione diretta dell'acido nitrico sul mercurio metallico.
è necessario operare con eccesso di acido nitrico, per scongiurare la formazione di nitrato mercuroso Hg2(NO3)2.
La reazione è la seguente:
{\displaystyle {\ce {8 HNO3 + 3 Hg -> 3 Hg(NO3)2 + 2 NO + 4 H2O}}}
In presenza di aria, il monossido di azoto si ossida subito a biossido di azoto, di color rosso scuro.

## Uso
Il nitrato di mercurio (II) trova impiego come reagente o come catalizzatore in sintesi organica ma data la sua tossicità è impiegato prevalentemente in laboratorio o per reazioni su piccola scala. Tra le reazioni si annovera:
- rigenerazione del gruppo carbonilico; mischiato con gel di silice bagnata, trasforma ossime, idrazoni, semicarbazoni nei corrispondenti gruppi carbonilici, anche quando possono essere stati usati per proteggere il gruppo carbonilico stesso[3]
- nitrazione substrati aromatici in condizioni più blande rispetto all'impiego di miscele solfo-nitriche; ad esempio per la sintesi dell'acido picrico[4] (doppia funzione reagente-catalizzatore)
- olefinazione di composti organici clorurati vicinali[5]
- titolante per verificare la presenza di cloruri nelle acque usando come indicatore il blu di bromofenolo come alternativa al metodo argentometrico di Mohr.
- reagente per mercurazione (inserimento del mercurio su di un substrato).

Usato per la preparazione del fulminato di mercurio e come reagente per ottenere gli ossidi di mercurio e gli altri sali sia mercurici che mercurosi.
In medicina è impiegabile come rimedio contro la sifilide; è in generale un buon antisettico.

## Reazioni particolari
- con urea: ad una soluzione diluita di urea, se si aggiunge l'1% di una soluzione di nitrato di mercurio, precipita il seguente composto CO(NH2)2.Hg(NO3)2·HgO